# メピチオスタン
メピチオスタン（Mepitiostane）はエピチオスタノール-17-メトキシシクロペンチルエーテル（epitiostanol 17-methyloxycyclopentyl ether）としても知られるステロイド系化合物であり、抗エストロゲン作用、アンドロゲン作用、アナボリックステロイド作用を持ち、日本で乳癌の化学療法に用いられるほか、腎不全で透析中の腎性貧血の治療にも応用される。商品名チオデロン。エピチオスタノールの17位をエーテル化したプロドラッグで、経口投与が可能である。

## 効能・効果
- 透析施行中の腎性貧血
- 乳癌

メピチオスタンは抗エストロゲン薬としてはタモキシフェンと同程度とされ、エピチオスタノールとなってエストロゲン受容体に直接結合し作用を阻害する。一連の症例報告で、エストロゲン受容体依存性髄膜腫に対する有効性が示されている。

## 副作用
治験では、腎性貧血で31.5%、乳癌で54.1%に副作用が見られた。主な副作用は嗄声、多毛、痤瘡であった。
高確率で、女性のニキビ、多毛症、変声等の男性化の副作用が発生する。